# Nuoto ai XVII Giochi del Mediterraneo - 400 metri stile libero femminili
Le gare di nuoto nella categoria 400 metri stile libero femminili si sono tenute il 21 giugno 2013 al Yeni Olimpik Yüzme Havuzu di Mersin.

## Calendario
Fuso orario EET (UTC+3).
| Data      | Ora   | Turno    |
| --------- | ----- | -------- |
| 21 giugno | 10:20 | Batterie |
| 21 giugno | 18:56 | Finale   |

## Risultati
Le 13 atlete vengono inquadrate in due batterie rispettivamente da 6 e 7 nuotatrici ciascuna. Si qualificano alla finale i primi otto tempi.

### Batterie
| Pos. | Nome                   | Nazione  | Tempo   | Batt. | Corsia | Note |
| ---- | ---------------------- | -------- | ------- | ----- | ------ | ---- |
| 1    | Martina De Memme       | Italia   | 4'14"36 | 2     | 4      | Q    |
| 2    | Anja Klinar            | Slovenia | 4'16"40 | 1     | 4      | Q    |
| 3    | María Vilas Vidal      | Spagna   | 4'16"81 | 1     | 3      | Q    |
| 4    | Claudia Dasca Romeu    | Spagna   | 4'18"29 | 1     | 5      | Q    |
| 5    | Chiara Masini Luccetti | Italia   | 4'20"06 | 2     | 5      | Q    |
| 6    | Merve Eroğlu           | Turchia  | 4'21"20 | 2     | 6      | Q    |
| 7    | Katya Bachrouche       | Libano   | 4'21"66 | 2     | 3      | Q    |
| 8    | Theodora Giareni       | Grecia   | 4'22"83 | 1     | 6      | Q    |
| 9    | Marianna Lymperta      | Grecia   | 4'23"19 | 2     | 2      |      |
| 10   | Hania Moro             | Egitto   | 4'25"67 | 1     | 7      |      |
| 11   | Reem Kassem            | Egitto   | 4'28"03 | 1     | 2      |      |
| 12   | Halime Zulal Zeren     | Tunisia  | 4'30"21 | 2     | 7      |      |
| 13   | Noel Borshi            | Albania  | 4'36"14 | 2     | 1      |      |

### Finale
| Pos. | Atleta                 | Nazionalità | Tempo   | Corsia |
| ---- | ---------------------- | ----------- | ------- | ------ |
|      | Martina De Memme       | Italia      | 4'09"18 | 4      |
|      | Anja Klinar            | Slovenia    | 4'11"61 | 5      |
|      | Claudia Dasca Romeu    | Spagna      | 4'12"41 | 6      |
| 4    | Chiara Masini Luccetti | Italia      | 4'16"03 | 2      |
| 5    | María Vilas Vidal      | Spagna      | 4'17"36 | 3      |
| 6    | Katya Bachrouche       | Libano      | 4'22"38 | 1      |
| 7    | Theodora Giareni       | Grecia      | 4'22"73 | 8      |
| 8    | Merve Eroğlu           | Turchia     | 4'25"31 | 7      |